# Seinäjoki

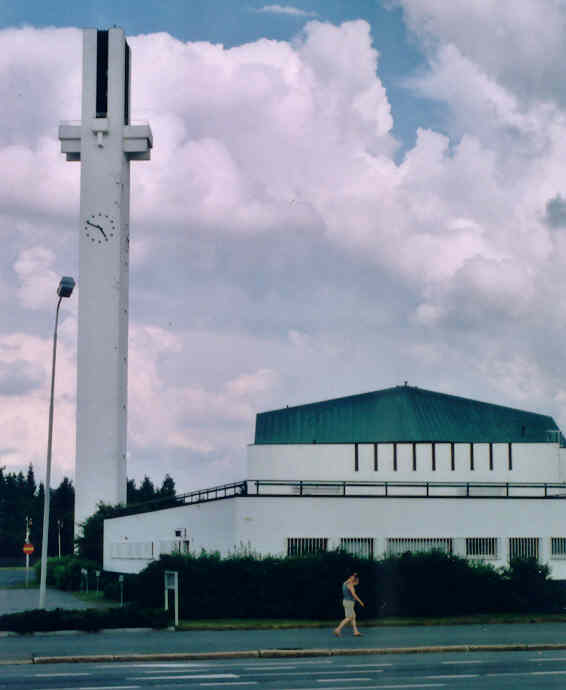
Alvar-Aalto-Zentrum in Seinäjoki

Seinäjoki [ˈsɛi̯næjɔki] ist eine Stadt im Westen Finnlands und Hauptort der Landschaft Südösterbotten.

## Geschichte
Der Name Seinäjoki bedeutet „Grenzfluss“.
Entwicklung der Einwohnerzahl (Stand: jeweils zum 31. Dezember):
| - 1987 – 26.837 - 1990 – 27.765 - 1997 – 29.417 | - 2000 – 30.290 - 2002 – 31.085 - 2004 – 35.918 | - 2005 – 36.409 |

Am 1. Januar 2005 wurde die Stadt Seinäjoki mit der Gemeinde Peräseinäjoki und einigen zur Gemeinde Ilmajoki gehörigen Dörfern zusammengelegt. Dadurch wuchs ihre Fläche von 134 Quadratkilometern auf 603 Quadratkilometer. Zum Jahresbeginn 2009 wurden ferner die Gemeinden Nurmo und Ylistaro in die Stadt Seinäjoki eingemeindet. Nach der Gemeindefusion hat Seinäjoki über 55.000 Einwohner.
Einige Gebäude der Stadt wurden von Alvar Aalto entworfen, so die Stadtbücherei, die zwischen 1957 und 1960 erbaute Lakeuden Risti-Kirche sowie die Verwaltungsgebäude.

## Politik
Bei der Kommunalwahl 2021 lag die liberale Zentrumspartei vor der konservativen Nationale Sammlungspartei. Im Stadtrat, der höchsten Entscheidungsinstanz in kommunalen Angelegenheiten, stellen sie 15 bzw. 14 von 51 Abgeordneten. Die drittstärkste Kraft sind die Basisfinnen mit acht Sitzen, gefolgt von den Sozialdemokraten mit sechs, den Christdemokraten sowie den Grünen mit je drei und dem Linksbündnis mit zwei Sitzen.

Zusammensetzung des Stadtrats nach der Wahl 2021:
| Partei           | Kürzel | Stimmenanteil | G/V   | Sitze | G/V |
| Zentrumspartei   | KESK   | 28,7 %        | − 5,8 | 15    | − 4 |
| Sammlungspartei  | KOK    | 26,2 %        | − 1,2 | 14    | − 1 |
| Basisfinnen      | PS     | 15,9 %        | + 9,1 | 8     | + 5 |
| Sozialdemokraten | SDP    | 12,6 %        | − 2,8 | 6     | − 2 |
| Grüner Bund      | VIHR   | 6,0 %         | − 0,8 | 3     | + 0 |
| Christdemokraten | KD     | 5,7 %         | + 0.8 | 3     | + 1 |
| Linksbündnis     | VAS    | 3,9 %         | + 0,3 | 2     | + 1 |

G/V: Gewinn oder Verlust im Vergleich zur Wahl 2017
- VAS: 2
- SDP: 6
- VIHR: 3
- KESK: 15
- KOK: 14
- KD: 3
- PS: 8

Schwesterstädte von Seinäjoki sind
- Schweinfurt in Deutschland
- Kunda und Kose in Estland
- Koszalin in Polen
- Sopron in Ungarn
- Kristinehamn in Schweden
- Welikije Luki in Russland
- Farsund in Norwegen
- Thunder Bay in Kanada
- Orvieto in Italien
- Skagen in Dänemark

sowie der US-Bundesstaat Virginia.

## Verkehr
Als Eisenbahnknoten mit Strecken nach Tampere, Kaskinen, Vaasa, Oulu und Haapamäki spielt sie eine herausragende Rolle im finnischen Fernverkehrsnetz. Der Flughafen Seinäjoki befindet sich 11 Kilometer südlich vom Stadtzentrum.

## Bildung
In Seinäjoki befindet sich die Fachhochschule Seinäjoki.

## Kultur
Jedes Jahr im Juli findet in Seinäjoki das bekannte Tangofestival statt, bei dem ein Tangokönig und eine Tangokönigin gekürt werden. Im Juni findet außerdem eine zweite bekannte Veranstaltung statt: Provinssirock, eine der größten Rockveranstaltungen des Landes.

## Sport
2013 schaffte der 2007 aus der Fusion von TP-Seinäjoki und Sepsi-78 hervorgegangene Verein Seinäjoen JK den Aufstieg in die erste finnische Fußballliga. Das American-Football-Team Seinäjoki Crocodiles ist in Seinäjoki beheimatet. Im Eishockey wird die Stadt von der Mannschaft S-Kiekkos vertreten. Der Verein Nurmon Jymy unterhält Abteilungen im Volleyball, Pesäpallo und Floorball und ist zudem für seine Ringer und Leichtathleten bekannt.

## Söhne und Töchter der Stadt
- Aaro Kiviperä (1912–1944), Moderner Fünfkämpfer und Basketballfunktionär
- Aino Isomäki (1932–2022), Leichtathletin
- Jorma Ollila (* 1950), Vorsitzender und CEO des finnischen Telekommunikationskonzerns Nokia
- Reijo Laksola (1952–2007), Eishockeyspieler
- Anneli Repola (* 1954), Eisschnellläuferin
- Mari Kiviniemi (* 1968), Politikerin der Zentrumspartei, Ministerpräsidentin
- Turkka Mastomäki (* 1970), Schauspieler
- Juha Haukkala (* 1978), Freestyle-Skier
- Jarkko Ala-Huikku (* 1980), Ringer
- Arto Saari (* 1981), Skateboarder
- Kristian Kuusela (* 1983), Eishockeyspieler
- Petri Kontiola (* 1984), Eishockeyspieler
- Veli Lampi (* 1984), Fußballspieler
- Kristiina Mäki (* 1991), Leichtathletin
- Jenni Kangas (* 1992), Speerwerferin
- Tommi Pulli (* 1992), Eisschnellläufer

- The Dudesons: Jukka Hilden, Jarno Laasala, Jarno „Jarppi“ Leppälä, Hannu-Pekka „HP“ Parviainen; haben eine „Stunt-Show“ bei MTV